# Yvonne Printemps
Yvonne Printemps, all'anagrafe Yvonne Wigniolle (Ermont, 25 luglio 1894 – Neuilly-sur-Seine, 18 gennaio 1977), è stata una cantante e attrice francese.

## Biografia
All'età di 13 anni cominciò a ballare  alle Folies Bergère di Parigi. Cambiando nome in Printemps (Primavera), per la sua solarità, cominciò nell'operetta, apparendo in lavori come Les Contes de Perrault (1913) e Le Poilu (1916). La sua voce e la sua presenza la fecero diventare una grande star, in apparizioni come attrice al fianco delle più grandi personalità dello spettacolo del tempo, come Maurice Chevalier e Mistinguett. 
Nel 1919 sposò l'attore-autore Sacha Guitry. Insieme si esibirono in numerosi spettacoli, diventando popolari nel 1925 con Mozart in città del Nord America, come New York, Montréal e Boston. Nel 1934 riscosse l'approvazione del pubblico per la sua interpretazione nella pièce Conversation Piece di Noël Coward. Si esibì a Parigi e nel West End prima di andare negli Stati Uniti, a Broadway.

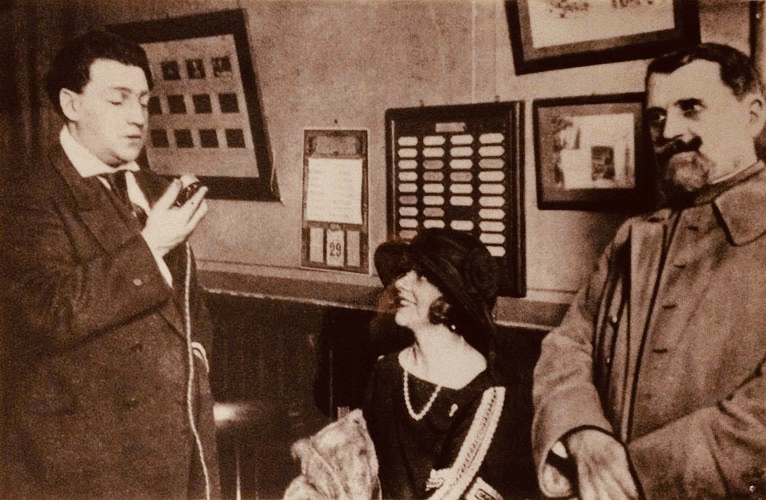
Yvonne Printemps (al centro) con Sacha Guitry (a sinistra) all'inaugurazione della stazione radio della Torre Eiffel

Celebre per il suo abbigliamento, con gioielli vistosi e con enormi cappelli, apparve inoltre in nove film, incluso Tre valzer (1938), in cui recitò da protagonista. Mentre era sposata con Sacha Guitry, si innamorò dell'attore francese Pierre Fresnay. Divorziò da Guitry per stare insieme a Fresnay, che tuttavia non sposò mai, ma al quale rimase legata fino alla morte di lui avvenuta nel 1975. Yvonne Printemps morì a Neuilly-sur-Seine nel 1977 e fu sepolta accanto a Fresnay nel cimitero di Neuilly-sur-Seine. Nel 1994 il governo francese rappresentò la sua immagine in un francobollo.